# Amaurobius pelops
Amaurobius pelops är en spindelart som beskrevs av Thaler och Knoflach 1991. Amaurobius pelops ingår i släktet Amaurobius och familjen mörkerspindlar.
Artens utbredningsområde är Grekland. Inga underarter finns listade i Catalogue of Life.